# NGC 6310
NGC 6310 (другие обозначения — UGC 10730, MCG 10-24-100, ZWG 299.55, IRAS17073+6103, PGC 59662) — спиральная галактика (Sb) в созвездии Дракон.
Этот объект входит в число перечисленных в оригинальной редакции «Нового общего каталога».